# Carlos Mondaca Cortés
Carlos R. Mondaca Cortés (Vicuña, 1881-26 de noviembre de 1928) fue un profesor y poeta chileno. Se desempeñó como rector del Instituto Nacional General José Miguel Carrera entre 1926 y 1928.

## Biografía

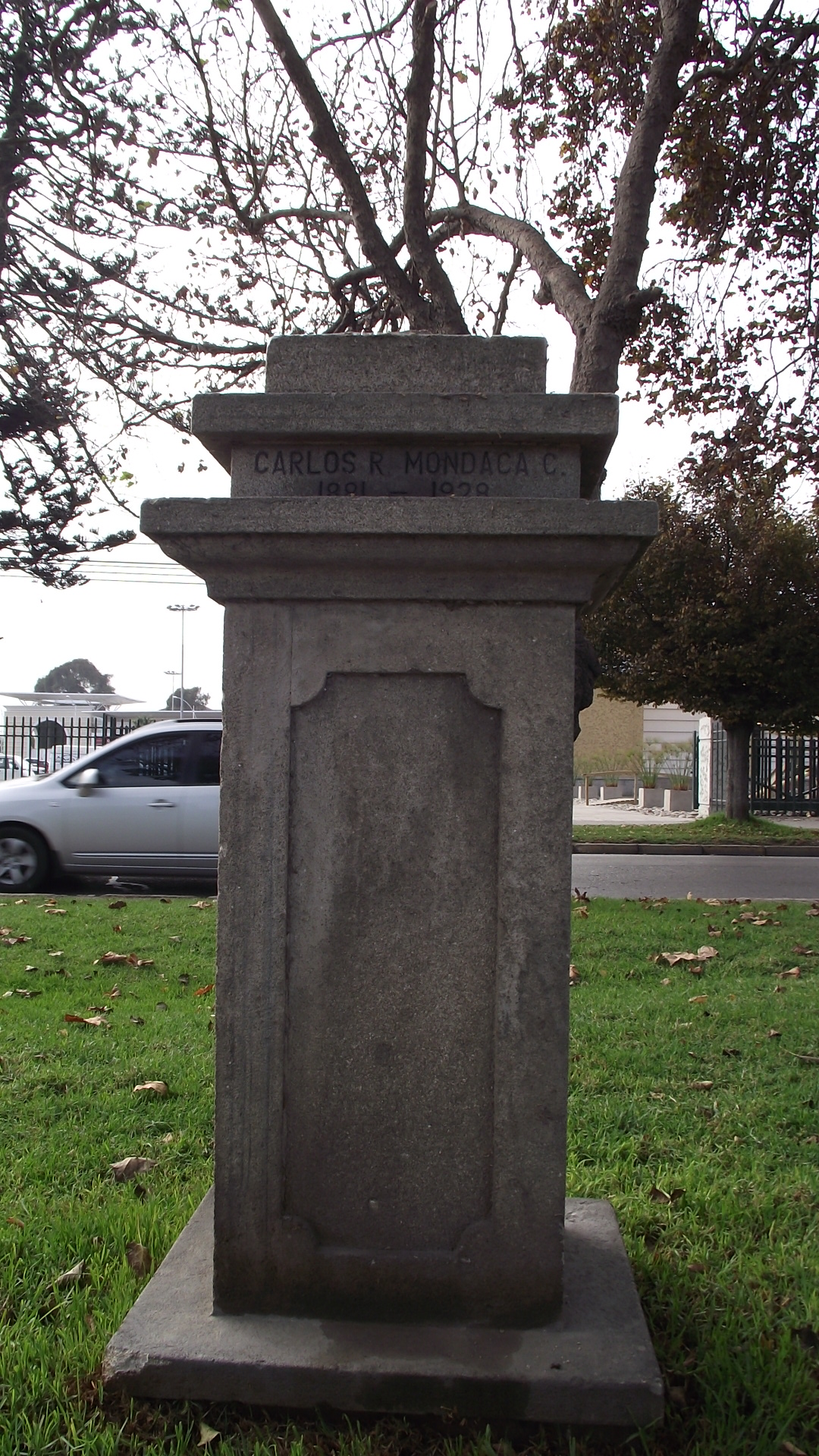
Monumento a Carlos Mondaca en La Serena.

Nacido en la comuna chilena de Vicuña, cursó sus estudios primarios y secundarios en el Seminario Conciliar de La Serena.[cita requerida] Movido por una crisis espiritual se trasladó a Santiago en 1900, donde inició continuó sus estudios superiores en la carrera de derecho los que, impulsado por la vocación de las letras, abandonó para convertirse en profesor de castellano. En el ámbito laboral, ejerció la docencia en el Liceo Valentín Letelier y en el Instituto Pedagógico, llegando a ocupar el puesto de prorrector de la Universidad de Chile y de rector del Instituto Nacional, este último a partir de 1926.
Por otra parte, a temprana edad empezó a componer poesía y ensayos teatrales, y fue precisamente en la primera donde descansó su prestigio. Su obra poética se remitió a los clásicos latinos Horacio y Virgilio, a los clásicos castellanos y a los románticos franceses, Chateaubriand, Lamartine, Victor Hugo, los cuales debió haber leído en los claustros seminaristas.[cita requerida]
Falleció ejerciendo como rector del Instituto Nacional, el 26 de noviembre de 1928, luego de padecer una larga enfermedad.[cita requerida]

## Estilo
Una larga trayectoria teológica lo despojó de academicismos, decantándose en una poesía de tono y tradición mística, que por momentos expresa desgarros del éxtasis, en versos de forma pura y cristalina desde su inicio. La poesía de Mondaca constituye un paréntesis de sinceridad, de paz aflictiva y religiosa en el ambiente lírico chileno. Su verso no es un juego musical, nace de la tensión de su yo frente la vida y la muerte.
Mondaca no es el poeta que entretiene con buenas noticias. Su poesía enuncia el dolor que en él producía el mundo. A través del lenguaje intenta atenuarlo, guardando en el espacio de sus creencias, un misticismo de catarsis poética.
Su obra se manifiesta, por momentos, en versos cromáticos de oración religiosa. Esto, y su reiterada meditación poética ante el umbral de la muerte, le otorgan un carácter estoico a su escueta obra. En ella, pone de relieve un mundo en estado de melancolía, en que se advierte, paso a paso, una degradación de valores espirituales por el surgimiento de la ciudad. En los poemas Mi calle, El centro y en El suburbio , se observa «la voz atormentada de la ciudad».
En él hay una lucha permanente entre su fe y la ciencia, posibles evocaciones del filósofo francés Blaise Pascal. Se trata de un pensamiento provocado por diversos estados de ánimo. La amargura de Mondaca hace recordar ciertos momentos en las reflexiones de Unamuno; o el fatigoso camino, la vida dura de los campos o la actitud de duelo en el campesino de Leopardi. La poesía de Carlos Mondaca se inscribe en una promoción literaria con escritores inconfundibles como Carlos Pezoa Véliz, Víctor Domingo Silva, Diego Dublé Urrutia, Gabriela Mistral y Max Jara, entre otros. Su propuesta poética fue recogida en la antología de Julio Molina y Juan A. Araya, Selva Lírica.